# ديو سيبيسي
ديو سيبيسي (بالإنجليزية: Diyo Sibisi)‏ (14 أبريل 1982 بكوازولو ناتال في جنوب أفريقيا - ) هو لاعب كرة قدم جنوب أفريقي في مركز الهجوم. لعب مع أياكس كيب تاون وماميلودي صن داونز ونادي جامعة بريتوريا ونادي مبومالانجا بلاك أسأت وTay Ninh FC ‏ وFree State Stars F.C. ‏ وماريتزبرغ يونايتد ‏.